# Kosovo i Metohija
La província autònoma de Kosovo i Metohija (serbi: Autonomna Pokrajina Kosovo i Metohija — APKiM, albanès: Krahina Autonome e Kosovës dhe Metohisë; conegut com a Kosovo serbi: Kosova o Kosmet (de Kosovo i Metòkhia), és una província autònoma de Sèrbia segons l'ordenament jurídic serbi. De facto, forma l'estat de Kosovo des del 2008.